# Fucha Peak
Der Fucha Peak (englisch; bulgarisch връх Фуча wrach Futscha) ist ein 2600 m hoher Berg im westantarktischen Ellsworthland. Er ragt 2,45 km nordöstlich des Golemani Peak 2,66 km östlich des Oreshak Peak, 2,8 km südlich bis westlich des Mount Schmid und 11,43 km nordwestlich des Zimornitsa Peak im Zentrum der Bangey Heights im nordzentralen Teil der Sentinel Range des Ellsworthgebirges auf.
US-amerikanische Wissenschaftler kartierten ihn 1988. Die bulgarische Kommission für Antarktische Geographische Namen benannte ihn 2011 nach den Ortschaften Mala Futscha und Golema Futscha im Westen Bulgariens.